# 禹城戰鬥
禹城戰鬥發生於1930年5月23日－6月3日，地點則是在中國魯北一帶，是國民革命軍內部所發生的內戰戰鬥之一，也是中原大戰主要戰役。禹城戰鬥的交戰雙方，一方為蔣中正轄下的國軍中央軍，另一方為二路傅作義部隊。